# Hippolyte Ledeganck
Hippolyte Serafijn Ledeganck, ook Hippoliet Ledeganck (Eeklo, 23 maart 1846 - Brussel, 28 december 1903), was een Belgisch schrijver en dichter.

## Levensloop
Op zijn dertiende verliet Ledeganck de school en wilde schilder worden. Toen hij zestien was verhuisde hij naar Brugge en werd er hulpboekhouder. Toen hij negentien was, kwam hij weer naar Eeklo en werd er tekenleraar aan de gemeentelijke tekenacademie. Van 1869 tot 1873 was hij postbeambte in Eeklo.
In 1874 vertrok hij naar Brussel en vestigde er zich als boekhandelaar en ook als boekhouder. Het belette niet dat hij verder zijn pennenvruchten publiceerde. Hij schreef artikels in onder meer De Vlaamsche Kunstbode, De Zweep, De Kerels en Het Handelsblad.
Hij was een neef van de schrijver en dichter Karel Lodewijk Ledeganck en publiceerde zelf talrijke gedichtenbundels, toneelstukken en verhalen.

## Publicaties
- Wildzangen, mengelpoëzie, Gent, Van Doosselaere, 1867.
- Betsy de Wees, drama, Gent, 1868.
- Het mislukte Erfdeel, blijspel, Gent, 1869.
- De verstrooide Negociant, blijspel, Gent, 1869.
- Wat goeds de spoken doen, blijspel, Gent, 1869.
- De Onschuld verrechtvaardigd, drama, Gent, 1870.
- De Schaterlach, verhaal in verzen, Gent, 1871.
- Goud en Schoonheid, roman, Gent, 1872.
- Iets voor het publiek, zangspel, Gent 1872.
- De Geest van Vlaanderen, Gent,  1873.
- Philips van Artevelde, Gent, 1873.
- Elegien en grafschriften, Gent, 1873.
- Aan de Walen, gedicht, Gent, 1873.
- Moord en onschuldig gemarteld, Gent, Snoeck-Ducaju, 1877.
- Wel en Wee, gedichten, Schaarbeek, Van Doorslaer, 1881.
- Le commerce d'exportation, Brussel, Murquart, 1882.
- Lofdicht aan Hendrik Conscience, Brugge, Fockenier, 1883.
- Bekroonde dichtstukken (Albrecht Rodenbach en Hippoliet Ledeganck) in den letterkundigen kampstrijd uitgeschreven door den Vlaamschen Broederbond te Brugge ter verheerlijking van Breydel & De Coninck, Brugge, Van Mullem, 1884.
- Nante de Pakjesdrager, luimige tweespraak, Schaarbeek, Van Doorslaer-Lemeur, 1887.
- Wederzien, deftige alleenspraak, Schaarbeek 1887.
- Studenten: blijspel met zang in één bedrijf, Schaarbeek, Van Doorslaer-Lemeur, 1888.
- De Vlaamsche gemeenten, opkomst, strijd, bloei en ondergang: gedichten in vier zangen, Brussel, Schaumans, 1889.
- Prins Boudewijn herdacht ... dichtstuk bekroond in den letterkundigen prijskamp uitgeschreven in 1891 door den Vlaamschen Broederbond te Brugge, Brugge, Van Mullem, 1893.
- Zieletolken, gedichten, Gent, Snoeck-Ducaju, 1896.
- Herinneringen mijner jeugd, Brussel, Lebègue, 1902.
- Willen is kunnen en andere verhalen voor de jeugd, Brussel, Lebègue, z.d.
- Een volksbeschaver, en een ander verhaal, z.d.
- De Vlaamsche Broederbond: lied der Vlamingen, Brugge, Steendrukkerij Petyt, z.d.
- De open koets: verhaal voor kinderen, Brussel, Office de publicité, z.d.
- Novellen en vertellingen, Brussel, Lebègue, z.d.
- De kleine bohemer en andere verhalen, Brussel, Lebègue, z.d.
- Een jonge primus: verhaal voor de schooljeugd, Brussel, Lebègue, z.d.
- Hendrik de onversaagde en andere verhalen, Brussel, Lebègue, z.d.